# Fakulteta za naravoslovje in tehnologijo v Ljubljani
Fakulteta za naravoslovje in tehnologijo (kratica FNT), s sedežem v Ljubljani, je nekdanja fakulteta, ki je bila članica Univerze v Ljubljani.
Fakulteta je bila ustanovljena v študijskem letu 1960/61, ko sta se združili Naravoslovna fakulteta in Fakulteta za rudarstvo, metalurgijo in kemijsko tehnologijo. 
Leta 1994 se je fakulteta razdružila v več samostojnih izobraževalnih ustanov, med njimi v Fakulteto za matematiko in fiziko (FMF), Fakulteto za kemijo in kemijsko tehnologijo (FKKT), Fakulteto za farmacijo (FFA) in Naravoslovnotehniško fakulteto (NTF).